# Rafael Chirbes
Rafael Chirbes (Tavernes de la Valldigna, 1949. június 27. – Beniarbeig, 2015. augusztus 15.) spanyol regényíró.
Chirbes díjai mellett még a polgárháború utáni Spanyolországgal foglalkozó regénytrilógiájáról is ismert (La larga marcha, La caída de Madrid and Los viejos amigos). Esszégyűjteményeket is írt.
A 2007-es Crematorio című regényéből elismert 8 részes TV-sorozat készült 2011-ben. A Crematorióban Chirbes szörnyű kilátással ajándékozza meg az olvasókat. A korrupciót a társadalom testében keringő vérként mutatja be. Ezzel a vidék pusztulását szimbolizálja.
Senki sem merte úgy megragadni a spanyol politikai korrupciót, mint ő. Azt a korrupciót, ami kirobbantotta a nemzet történelmének legnagyobb gazdasági válságát.
A Crematorióban szemléltette, hogyan emelték fel a spanyolok azt a társadalmat és rendszert, amely elnyomta őket. Elmélkedik rajta, hogy eszményeik beteljesültek-e és hogyan tehetnék jóvá hibáikat.

## Irodalmi díjai
- 1999: SWR-Bestenliste a La larga marchaért
- 2003: Premio Cálamo a Los viejos amigosért
- 2007: Premio de la Crítica de narrativa castellana a Crematorióért
- 2007: Premio Cálamo a Crematorióért
- 2008: Premio Dulce Chacón a Crematoróért
- 2014: Premio de la Crítica de narrativa castellana az En la orilláért
- 2014: Premio Nacional de Narrativa az En la orilláért
- 2014: Mejor libro en lengua española az En la orilláért
- 2014: Premio Francisco Umbral al Libro del Año az En la orilláért

## Bibliográfia

### Regények
- Mimoun (1988)
- En la lucha final (1991)
- La buena letra (1992)
- Los disparos del cazador (1994)
- La larga marcha (1996)
- La caída de Madrid (2000)
- Los viejos amigos (2003)
- Crematorio (2007)
- En la orilla (A parton, 2019) (2013), magyarul: A parton
- París-Austerlitz (2016)
- El año que nevó en Valencia (2017)[4]

### Esszék
- Mediterráneos (1997)
- El novelista perplejo (2002)
- El viajero sedentario (2004)
- Por cuenta propia (2010)

## Magyarul
- A parton; ford. Pávai Patak Márta; Magvető, Bp., 2019[5]

Valódi nagy európai regény, a veszteség, a korrupció, a remény és a túlélés könyve.

## Fordítás
- Ez a szócikk részben vagy egészben  a   Rafael Chirbes című angol Wikipédia-szócikk ezen változatának fordításán alapul.  Az eredeti cikk szerkesztőit annak laptörténete sorolja fel. Ez a jelzés csupán a megfogalmazás eredetét és a szerzői jogokat jelzi, nem szolgál a cikkben szereplő információk forrásmegjelöléseként.